# Orthetrum sabina
Espèce
Statut de conservation UICN

 LC  : Préoccupation mineure
Orthetrum sabina, l'Orthétrum en alêne, est une espèce de libellules orientales eurasiatiques de la famille des Libellulidae dont l'aire très vaste atteint l'Australie. Commune le long des côtes méditerranéennes de la Turquie, dans quelques îles grecques, à Chypre, moins fréquente en Tunisie.

## Galerie

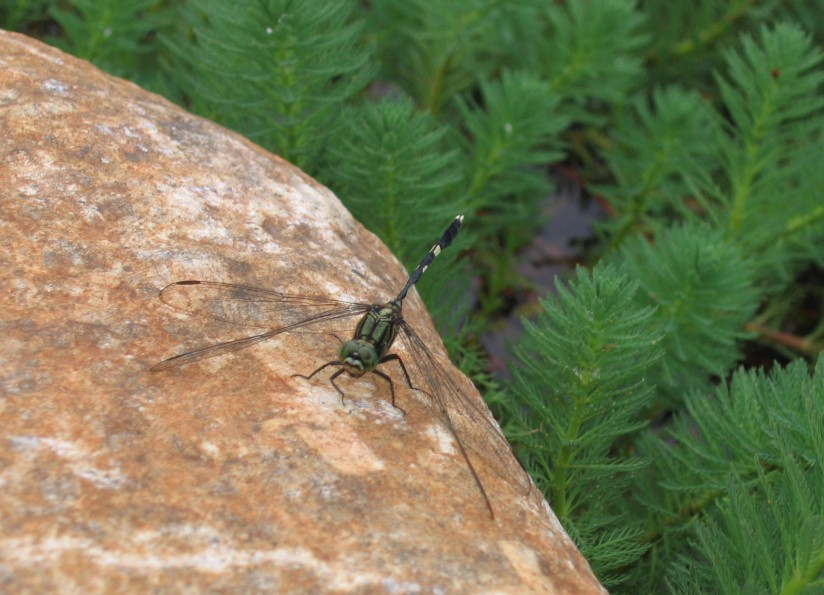
Orthetrum sabina
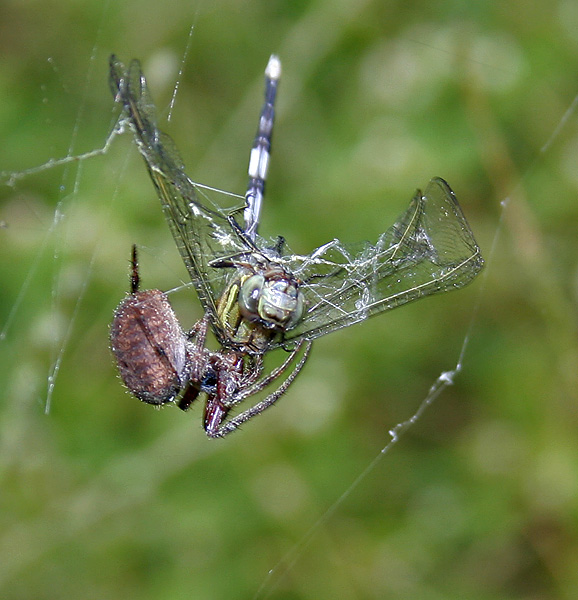
Orthetrum sabina, mangée par une araignée
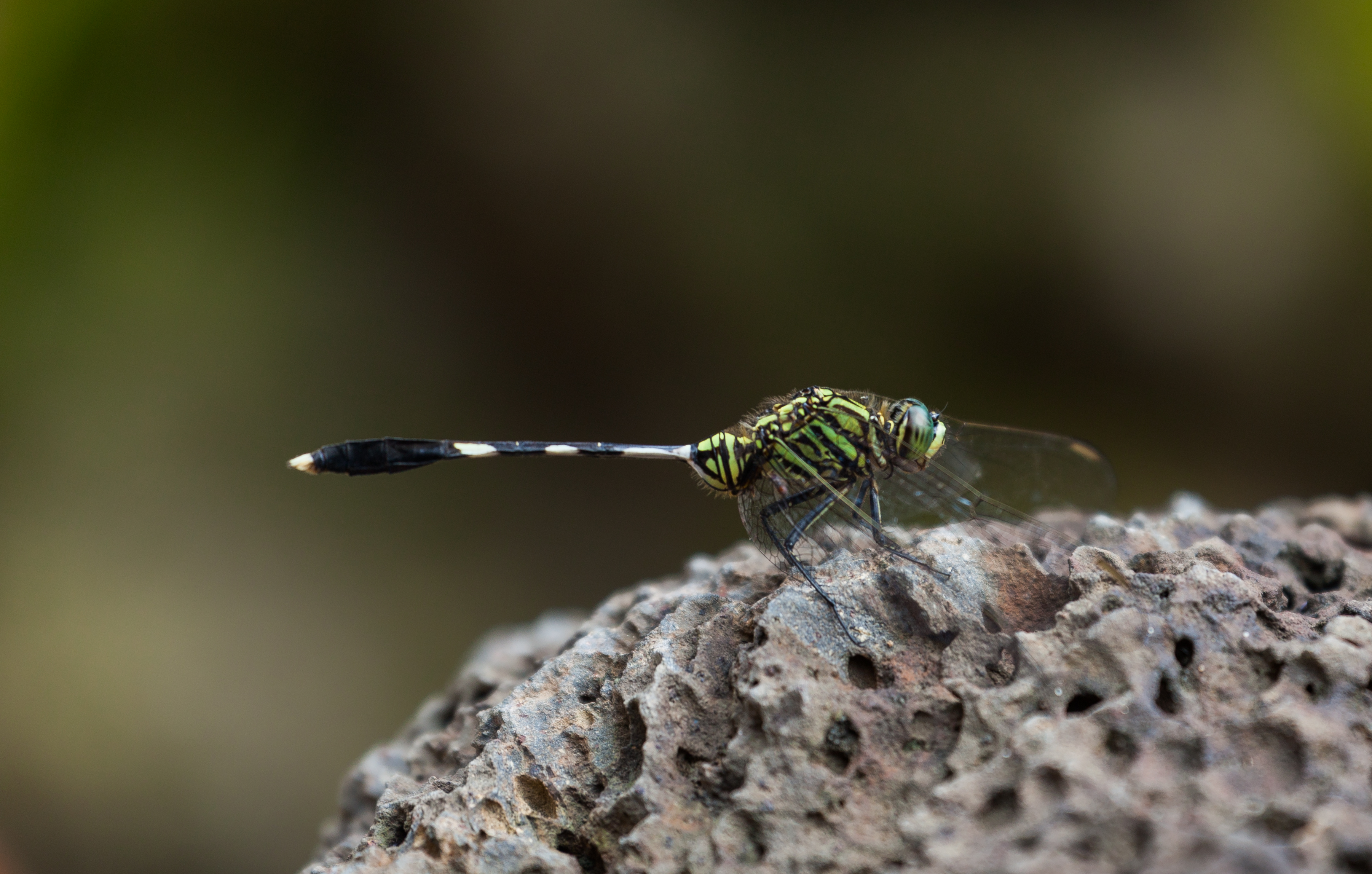
Exemplaire au Vietnam